# 1 Camelopardalis
1 Camelopardalis (zkráceně 1 Cam) je dvojhvězda v souhvězdí Žirafy, vzdálená přibližně 2 580 světelných let (792 parseků) od Země. Systém má kombinovanou zdánlivou magnitudu 5,43, takže je za dobrých podmínek viditelný pouhým okem. Na obloze jde o širokou vizuální dvojici složek A a B oddělených asi 10,4″; podle dat Gaia EDR3 se jejich paralaxy liší (A: 1,263 mas; B: 1,121 mas), takže pravděpodobně nejde o těsně gravitačně vázaný pár.

## Charakteristika
Primární složka, 1 Camelopardalis A, je horká masivní hvězda spektrální třídy O9.7 II n (jasný obr s rotačně rozšířenými spektrálními čárami (způsobené vysokou rotací). Má hmotnost přibližně 18 M☉, efektivní teplotu okolo 29 400 K a svítivost asi 55 000 L☉. Projekční rotační rychlost je ~275 km/s (v sin i), takže skutečná perioda rotace je řádu dvou dnů nebo kratší.
Sekundární složka, 1 Camelopardalis B, má spektrum přibližně B1 IV (modrobílý podobr). Její publikovaná svítivost a nízká projekční rotační rychlost (~11 km/s) odpovídají pomaleji rotující hvězdě časného typu B.
Obě složky dělí úhlová vzdálenost ~10,4″ (záznam WDS). Navíc byla u složky A interferometricky zjištěna blízká průvodní složka s průměrnou separací ~26 mas (subsystém Aa,Ab; pozorování instrumentem MIRC-X na interferometru CHARA Array).

## Variabilita
Primární složka (1 Camelopardalis A) je proměnná hvězda typu Beta Cephei s malou amplitudou (~0,035 mag) a periodou 0,22132 d (≈ 5,3 h), potvrzenou fotometrií družice Hipparcos a uvedenou v databázi AAVSO VSX.

## Příslušnost k Camelopardalis OB1
Složka A je často uváděna jako člen asociace Cam OB1 ve vzdálenosti ~0,8–1,0 kpc; u složky B je členství vzhledem k odlišné paralaxe sporné.

## Budoucnost
Vzhledem k hmotnosti a typu složky A je pravděpodobný další vývoj k pozdním stádiím masivní hvězdy a závěrečná exploze jako supernova. U složky B to závisí na přesné hmotnosti a chemickém složení; kategorický závěr bez dalších parametrů není na místě.